# Wire (software)
Wire (pronunciato: /waɪə/, dall'inglese per «filo metallico» o «telegramma») è un software client di messaggistica istantanea cifrato e multipiattaforma creato dall'impresa svizzera Wire Swiss GmbH. È disponibile su iOS, Android, Linux, Windows, macOS e su navigatori web. Usa Internet per fare chiamate audio e video, inviare messaggi SMS, file, immagini, video e disegni dell'utente a seconda del software usato. Può essere utilizzato su qualsiasi client disponibile e richiede un numero di telefono o un indirizzo di posta elettronica per registrarsi. È ospitato all'interno dell'Unione europea ed è protetto dalle leggi europee.
Molti dipendenti che lavorano per Wire hanno precedentemente lavorato con Skype; il progetto è sostenuto dal cofondatore di Skype Janus Friis. La qualità audio è uno dei principali punti di forza di Wire.

## Storia
Wire Swiss GmbH ha lanciato l'applicazione Wire il 3 dicembre 2014. Poco dopo il suo lancio, la società ha ritirato una dichiarazione dal proprio sito Web che i messaggi e la cronologia della conversazione dell'applicazione potevano essere letti solo dai partecipanti alle conversazioni · . In agosto 2015 la società ha aggiunto chiamate di gruppo alla sua applicazione. Dal lancio fino a marzo 2016 i messaggi di Wire sono stati criptati solo tra il client e il server dell'azienda. A marzo 2016, la società ha aggiunto la crittografia dall'inizio alla fine per la sua funzione di messaggistica e videochiamata. Wire Swiss GmbH ha rilasciato il codice sorgente per le applicazioni client con licenza GPLv3 di Wire nel luglio 2016. La società ha anche pubblicato una serie di restrizioni che si applicano agli utenti che hanno compilato le proprie applicazioni. Tra l'altro, non possono cambiare il modo in cui le applicazioni si connettono e interagiscono con i server centralizzati dell'azienda. · .

## Funzionalità
Wire permette agli utenti di scambiare messaggi di testo e vocali, foto, video e musica. L'applicazione supporta anche le chiamate di gruppo, fino a cinque persone. Una funzionalità stereo mette i partecipanti in uno «spazio virtuale» in modo che gli utenti possano vedere da dove provengono le voci. L'applicazione si adatta alle diverse condizioni della rete.
L'applicazione supporta lo scambio di animazioni GIF fino a 5 MB tramite l'integrazione con una società chiamata Giphy.. Le versioni iOS e Android includono anche una funzione che consente agli utenti di disegnare uno schizzo in una conversazione o una foto. Le integrazioni di YouTube, SoundCloud, Spotify e Vimeo consentono agli utenti di condividere musica e video nelle discussioni.
Wire è disponibile sotto un'applicazione mobile, desktop e sul Web. Il servizio web si chiama  Wire for Web. L'attività di Wire è sincronizzata su iOS, Android e applicazioni web.. La versione desktop supporta la condivisione dello schermo..
Il software include anche una funzione di messaggistica effimera. · .

## Aspetti tecnici
Wire fornisce la crittografia dall'inizio alla fine dei suoi messaggi istantanei. I messaggi istantanei di Wire sono criptati tramite Proteus, un protocollo di Wire Swiss sviluppato in base al protocollo dell'applicazione Signal. Le chiamate audio di Wire sono crittografate con i protocolli DTLS e SRTP,  e le sue videochiamate con il protocollo RTP. Inoltre la comunicazione client-server è protetta dal protocollo Transport Layer Security.

### Metadati
In maggio 2017 Motherboard ha pubblicato un articolo un cui si dice che i server di Wire «tengono un elenco di tutti gli utenti contattati da un cliente fino alla cancellazione del suo account».. Wire Swiss ha confermato che la dichiarazione era accurata, affermando di mantenere i dati «per sincronizzare le conversazioni tra più dispositivi» e che «potrebbero cambiare il loro approccio in futuro».

## Sicurezza
In dicembre 2016 il libro bianco di Wire è stato esaminato da un ricercatore in securezza dall'Università di Waterloo, nell'Ontario. Il ricercatore ha elogiato Wire per il suo approccio alla sicurezza, ma ha rilevato gravi problemi che restano da affrontare. Tra questi, un attacco uomo nel mezzo sulle comunicazioni voce e video, possibili perdite audio e video basate su impostazioni di codec indeterminate, il fatto che tutte le password degli utenti siano caricate sui server di Wire, un grande superficie di attacco per il codice sostitutivo nel client desktop e il fatto che il server non sia open source. Il ricercatore descrive la sicurezza di Wire come debole rispetto a quella di Signal, ma ha anche descritto i suoi problemi come superabili. Gli sviluppatori di Wire hanno annunciato l'aggiunta dell'autenticazione end-to-end alle chiamate di Wire il 14 marzo 2017, e hanno iniziato ad aprire il codice server di Wire il 7 aprile 2017..
Il 9 febbraio 2017 Kudelski Security e X41 D-Sec hanno rilasciato una revisione congiunta dell'implementazione del protocollo di messageria crittografata di Wire. Sono stati riscontrati problemi non critici che potrebbero portare a un deterioramento del livello di sicurezza. La revisione ha rivelato che «chiavi pubbliche non valide potrebbero essere trasmesse ed elaborate senza errori». Il rapporto ha anche raccomandato l'implementazione di altri miglioramenti della sicurezza per affrontare i rischi per la sicurezza di thread e dati sensibili in memoria. Gli sviluppatori di Wire hanno detto che «i problemi che sono stati scoperti durante l'esame sono stati risolti e distribuiti su iOS e Android. La distribuzione è in corso per le versioni Web e desktop di Wire».

## Modello economico
Wire Swiss GmbH riceve un sostegno finanziario da una società chiamata Iconical. Secondo un articolo pubblicato da Reuters, Wire Swiss non ha rivelato quanti fondi ha ricevuto e deve ancora trovare un modello economico fattibile.. In marzo 2016 il presidente esecutivo di Wire, Janus Friis, ha dichiarato a Bloomberg che la società «non creerà mai un modello economico basato sulla pubblicità», ma «potrebbe addebitare alcuni servizi premium in futuro».